# Börde-Hakel
Börde-Hakel är en kommun i Salzlandkreis i förbundslandet Sachsen-Anhalt i Tyskland.
Kommunen bildades den 1 januari 2010 genom en sammanslagning av de tidigare kommunerna Etgersleben, Hakeborn och Westeregeln.
Kommunen ingår i förvaltningsgemenskapen Egelner Mulde tillsammans med kommunerna Bördeaue, Borne, Egeln och Wolmirsleben.